# Метапсихологія
Метапсихологія — термін, що в перекладі з грецької мови означає: «meta» — після, або за, «psiche» і «logos» — це вчення про душу, а дослівно мав би перекладатися як «за психологією». В метапсихології повинні бути викладені засади, на яких будується дане психологічне знання, а на цій основі мають розв'язуватися часткові психологічні проблеми. Метапсихологія пов'язана з філософською онтологією людини.
Відомі філософи й богослови розвинули на грані релігії й науки таке вчення, як метафізика. Ще Аристотель називав метафізику першою філософією. Метафізика (із грецької мови — після фізики) — це наука про надчуттєві принципи буття. Вона допомагає зрозуміти християнську віру, її догмати (учення, які не підлягають зміні), а також є чудовим знаряддям діалогу з невіруючими, особливо з тими, для яких Святе Письмо не є аргументом доказів існування Бога. Метафізика — це пошук значення дійсності, зокрема, людського життя. До метафізичного рівня належить вчення про створення світу, про те, що Ісус Христос є Син Божий і т. ін. Метафізика є підготовкою до Євангелізації. Вона може допомогти знайти спільну мову у багатьох спірних міжконфесійних і міжпартійних питаннях. Вона допомагає у спілкуванні з різноманітними категоріями слухачів, пропонуючи уважно вислухати їхню позицію, у чомусь погодитись з їхніми висловами і вміло вказати на несумісність, чи некоректність їхніх помилкових висловів. Згідно з Аристотелем, «Метафізика — це наука, яка вивчає сутнє як сутнє і його природні властивості». Згідно з Кантом, «Метафізика — це частина філософії, що визначає апріорні умови пізнання».Кардинал Микола Кузанський був творцем нового сучасного способу мислення. Його наукові погляди межували з релігійними поглядами. Церковний діяч підкорявся системі теологічного трактату. 
Великий німецький математик і філософ Вільгельм Готфрід Лейбніц доводив існування Бога та заснував нове вчення на межі філософії, теології і математики, що зветься теодицея. Вона є наукою про природне пізнання Бога, яка ставить за мету усунути суперечність між вірою у Бога та науковим світоглядом. Огюстен Коші – французький математик писав: «Я – християнин. Це значить, що я вірую в божественність Христа, як вірували… майже всі великі астрономи і математики минулого. Мої переконання не є наслідком отриманих у спадщину забобонів, але глибоких досліджень».
У 1930-х роках Папа Римський Пій XII доручив абату і астроному Жоржу Анрі Жозефу Едуарду Леметру знайти математичне обґрунтування існування Господа Бога.
У роботах розглядаються моделі метапсихології за аналогією до моделей метафізики й метамедицини — це пошук значення дійсності, зокрема, людського життя. Моделі метапсихології мають можливість розширювати свої горизонти поза межі фактів, які є предметом точних наук. Метапсихологія обмежується роздумами над людиною, людством, долею та конкретними історіями. З одного погляду метапсихологія є чимось дуже особистим, що проникає своєю силою у найглибші поклади нашого буття. З другої сторони метапсихологія не може бути особистим витвором моделі, а мусить прямувати до найбільше загальної мови, до створення логічних понять та моделей.
Метапсихологія за аналогією до метафізики — це вступ до віри, знаряддя діалогу з невіруючими. В українській дійсності метапсихологія може послужити для того, щоб знайти спільну мову у багатьох спірних міжконфесійних і міжпартійних питаннях. Метапсихологія вивчає проблеми виникнення й розвитку психіки на онтологічному рівні та аналізує взаємозв'язок науки й релігії.
Відомий фізик, засновник квантової теорії поля Макс Планк писав: «Бог для віруючих стоїть на початку мислення, а для фізиків на кінці мислення.» Образно кажучи, наука допомагає людям рухатись вперед, а релігія вказує напрямок руху. Релігія й наука виходять із того самого джерела і ведуть до тієї самої мети. Вони обидві є виявом людського мислення, шукання й відчування. Вони обидві шукають правди: «і спізнаєте правду, і правда визволить вас» (Ів. 8.32). Релігія веде до Бога прямо, шукаючи Творця, а наука йде до Творця посередньо, шукаючи Його крізь творіння. Релігія доходить до повної таємниці, до останніх причин усього, що існує, а наука затримується на поверхні, відкриваючи другорядні причини та послідовні зв'язки. Відносини релігії та науки зводяться до самої людини, до її волі, щирості, бо не сама наука веде до віри, чи невіри, а особиста настанова людей, які займаються наукою. Великі вчені, які були засновниками природничих наук, були глибоко віруючими. Відомі фізики, астрономи: І. Ньютон, М. Копернік, В. Гершель, Й. Кеплер, Г. Ерстед, А. Ампер, А. Вольта, А. Беккерель, Р. Мілікен, А. Едінгтон, А. Ейнштейн, А. Комптон, А. Кастлер, І. Огірко стверджували, що між релігією й наукою нема суперечностей, а наукові дослідження приводять до визнання Бога як Творця Всесвіту.
Аналізуючи й досліджуючи світ, науковці мають відвагу зізнатися, що їхнє пізнання світу, його законів не перевищує 5-10 %, використовуючи надсучасну техніку. Маємо більше запитань, ніж відповідей. Відома дискусія між ученими, що повстало скоріше за принципом, чи курка, чи яйце, є безплідна до тих пір, поки не визнається Творця, який дав початок усякому життю. Математичні і фізичні моделі світу, який уявляється три чи чотиримірним не витримують критики, бо насправді він є n — мірним, де n прямує до безконечності. Те, що здавалось неможливим учора, сьогодні в сенсі науки й релігії стає можливим.
З позиції метапсихології мають місце такі моделі:
- модель норми поведінки;
- модель добра; модель буття як добра; модель сутності та буття;
- модель жертовності у світі природи та інші; модель дії та відношення;
- модель відповідності буття та істини; модель вартості;
- модель доцільності; моделі краси;
- моделі логічної та етичної істини; моделі достатньої підстави й причинності;
- моделі хибності;
- помилки та неправди; моделі смерті;
- небуття, вини, надії на спасіння; моделі закону спілкування;
- спілкування у світі природи.
- Метакогніція -управління своїми пізнавальними процесами, спостереження за собою в процесі прийняття рішень, у тому числі в ситуаціях морального вибору, самокорекція.